# Sobanga rutilalis
Sobanga rutilalis là một loài bướm đêm trong họ Crambidae.